# Olympische Sommerspiele 2016/Teilnehmer (Angola)
| Gelbes Symbol für Goldmedaillen mit stilisierten Olympischen Ringen | Graues Symbol für Silbermedaillen mit stilisierten Olympischen Ringen | Braundes Symbol für Bronzemedaillen mit stilisierten Olympischen Ringen |
| ------------------------------------------------------------------- | --------------------------------------------------------------------- | ----------------------------------------------------------------------- |
| —                                                                   | —                                                                     | —                                                                       |

Angola nahm an den Olympischen Spielen 2016 in Rio de Janeiro teil. Es war die insgesamt neunte Teilnahme an Olympischen Sommerspielen.
Das Comité Olímpico Angolano nominierte 25 Athleten in sieben Sportarten. Fahnenträgerin bei der Eröffnungsfeier war Handballspielerin Luisa Kiala.

## Teilnehmer nach Sportart

### Handball
Das 14-köpfige angolanische Frauen-Handballteam konnte sich durch den Sieg bei der Afrikanischen Qualifikation 2015 für Olympia in Luanda qualifizieren.
| Wettbewerb    | Frauen |
| ------------- | --- |
| Athleten      | Cristina Branco Isabel Guialo Lurdes Monteiro Luisa Kiala Wuta Dombaxe Juliana Machado Natália Bernardo Albertina Kassoma Liliana Venâncio Neide Barbosa Janeth dos Santos Azenaide Carlos Magda Cazanga Teresa Almeida Vilma Nenganga |
| Trainer       | Filipe Cruz |
| Gruppenphase  | Rumänien 23:19 (11:9) Montenegro 27:25 (12:12) Norwegen 20:30 (8:16) Brasilien 24:28 (13:13) Spanien 22:26 (12:13) |
| Viertelfinale | Russland 27:31 (14:18) |
| Halbfinale    | ausgeschieden |
| Finale        | ausgeschieden |
| Platzierung   | 8. Platz |

### Judo
| Athleten        | Wettbewerb | 1. Runde     | 1. Runde    | 2. Runde       | 2. Runde   | Viertelfinale | Viertelfinale | Halbfinale / Trostrunde | Halbfinale / Trostrunde | Finale / Platz 3 | Finale / Platz 3 | Rang |
| Athleten        | Wettbewerb | Gegner       | Ergebnis    | Gegner         | Ergebnis   | Gegner        | Ergebnis      | Gegner                  | Ergebnis                | Gegner           | Ergebnis         | Rang |
| --------------- | ---------- | ------------ | ----------- | -------------- | ---------- | ------------- | ------------- | ----------------------- | ----------------------- | ---------------- | ---------------- | ---- |
| Frauen          |            |              |             |                |            |               |               |                         |                         |                  |                  |      |
| Antónia Moreira | bis 70 kg  | E. Rodriguez | 100s0:000s0 | L. Vargas Koch | 000H:100s0 | ausgeschieden | ausgeschieden | ausgeschieden           | ausgeschieden           | ausgeschieden    | ausgeschieden    | 9    |

### Leichtathletik
Laufen und Gehen 
| Frauen             |       |         |    |               |               |               |               |    |
| Liliana Neto       | 100 m | 13,58 s | 84 | ausgeschieden | ausgeschieden | ausgeschieden | ausgeschieden | 84 |
| Männer             |       |         |    |               |               |               |               |    |
| Hermenegildo Leite | 100 m | 11,65 s | 82 | ausgeschieden | ausgeschieden | ausgeschieden | ausgeschieden | 82 |

### Rudern
| Athleten                          | Wettbewerb                  | Vorlauf     | Vorlauf | Vorlauf       | Hoffnungslauf | Hoffnungslauf | Hoffnungslauf | Halbfinale  | Halbfinale | Halbfinale    | Finale      | Finale | Rang |
| Athleten                          | Wettbewerb                  | Zeit        | Platz   | Qualifikation | Zeit          | Platz         | Qualifikation | Zeit        | Platz      | Qualifikation | Zeit        | Platz  | Rang |
| --------------------------------- | --------------------------- | ----------- | ------- | ------------- | ------------- | ------------- | ------------- | ----------- | ---------- | ------------- | ----------- | ------ | ---- |
| Männer                            |                             |             |         |               |               |               |               |             |            |               |             |        |      |
| André Matias Jean-Luc Rasamoelina | Leichtgewichts-Doppelzweier | 6:58,93 min | 5       | Hoffnungslauf | 7:29,73 min   | 6             | Halbfinale C  | 7:39,59 min | 4          | D-Finale      | 7:01,74 min | 2      | 20   |

### Schießen
| Athleten            | Wettbewerb | Qualifikation   | Qualifikation | Finale          | Finale        | Ringe/ Scheiben | Rang |
| Athleten            | Wettbewerb | Ringe/ Scheiben | Rang          | Ringe/ Scheiben | Rang          | Ringe/ Scheiben | Rang |
| ------------------- | ---------- | --------------- | ------------- | --------------- | ------------- | --------------- | ---- |
| Männer              |            |                 |               |                 |               |                 |      |
| João Paulo de Silva | Trap       | 98              | 33            | ausgeschieden   | ausgeschieden | 98              | 33   |

### Schwimmen
| Athleten      | Wettbewerb     | Vorlauf     | Vorlauf | Halbfinale    | Halbfinale    | Finale        | Finale        | Rang |
| Athleten      | Wettbewerb     | Zeit        | Rang    | Zeit          | Rang          | Zeit          | Rang          | Rang |
| ------------- | -------------- | ----------- | ------- | ------------- | ------------- | ------------- | ------------- | ---- |
| Frauen        |                |             |         |               |               |               |               |      |
| Ana Nóbrega   | 100 m Freistil | 59,23 s     | 40      | ausgeschieden | ausgeschieden | ausgeschieden | ausgeschieden | 40   |
| Männer        |                |             |         |               |               |               |               |      |
| Pedro Pinotes | 400 m Lagen    | 4:25,84 min | 25      | –             | –             | ausgeschieden | ausgeschieden | 25   |

### Segeln
Fleet Race
| Athleten                      | Wettbewerb | Qualifikation | Qualifikation | Medal Race    | Medal Race    | Punkte | Rang |
| Athleten                      | Wettbewerb | Punkte        | Rang          | Punkte        | Rang          | Punkte | Rang |
| ----------------------------- | ---------- | ------------- | ------------- | ------------- | ------------- | ------ | ---- |
| Männer                        |            |               |               |               |               |        |      |
| Manuel Lelo                   | Laser      | 390           | 46            | ausgeschieden | ausgeschieden | 390    | 46   |
| Paixão Afonso Matias Montinho | 470er      | 229           | 26            | ausgeschieden | ausgeschieden | 229    | 26   |